# Flughafen Fredericton

i7
i11
i13
Der Fredericton International Airport (IATA-Flughafencode: YFC; ICAO-Flughafencode: CYFC) ist ein internationaler Flughafen in der kanadischen Provinz New Brunswick.
Er befindet sich im Sunbury County, zwischen der nordwestlich gelegenen Provinzhauptstadt Fredericton und der südöstlich gelegenen Kleinstadt Oromocto mit der Canadian Forces Base Gagetown. Nördlich des Flughafens verläuft die regionale Route 102 sowie der Saint John River und südlich die New Brunswick Route 2 sowie die New Brunswick Route 7.
Der Flughafen befindet sich im Eigentum von Transport Canada und ist ein Platz des National Airports Systems. Betrieben wird er von der „Fredericton International Airport Authority“. Außerdem stuft ihn Transport Canada als International Airport ein. Durch Nav Canada wird der Flughafen als Airport of Entry klassifiziert und es sind dort Beamte der Canada Border Services Agency (CBSA) stationiert, damit ist hier eine Einreise aus dem Ausland zulässig.

## Geschichte
Der „Airport Fredericton“ wurde 1951 offiziell in Betrieb genommen, nachdem im Jahr 1948 mit den Arbeiten begonnen worden war und er 1950 eine Lizenz erhalten hatte. Während sich der Platz anfangs noch in städtischem Besitz befand, wurde er 1959 an den kanadischen Staat verkauft und von diesem betrieben. 2001 wurde dann die Verwaltung an die „Greater Fredericton Airport Authority“ (heute die „Fredericton International Airport Authority“) übergeben, und im Jahr 2009 erfolgte die Umbenennung des Flughafens in „Fredericton International Airport“.

## Infrastruktur

### Start- und Landebahnen
Der Flughafen verfügt über zwei asphaltierte Start- bzw. Landebahnen:
- Bahn 09/27, Länge 2440 m, Breite 61 m, Asphalt
- Bahn 15/33, Länge 1829 m, Breite 46 m, Asphalt

### Terminals
Der Flughafen hat eine Abfertigungshalle.

## Fluggesellschaften und Ziele
Der Flughafen wird von den Fluggesellschaften Air Canada Express, Air Canada Rouge, PAL Airlines und Porter Airlines genutzt. Es werden vor allem Ziele im Westen Kanadas angeflogen. Saisonal fliegt Sunwing Airlines Ziele in Mexiko und in der Karibik an.

## Zwischenfälle
- Am 16. Dezember 1997 verunglückte eine Bombardier CRJ100ER der Air Canada (Luftfahrzeugkennzeichen C-FSKI) bei der Landung in dichtem Nebel am Flughafen Fredericton. Beim Versuch des Durchstartens kam es zu einem Strömungsabriss. Beim ersten Aufschlag brach das Bugfahrwerk ab; trotzdem beließen die Piloten den Schub auf Vollgas. Bei mehrfachem Steigen und Aufschlagen zerlegte sich das Flugzeug allmählich und kam schließlich zwischen Bäumen zum Stillstand. Alle 42 Insassen, drei Besatzungsmitglieder und 39 Passagiere, überlebten den Unfall. Das Flugzeug wurde irreparabel beschädigt.[6]